# Đông Khê, thành phố Thanh Hóa
Đông Khê là một xã thuộc thành phố Thanh Hóa, tỉnh Thanh Hóa, Việt Nam.

## Địa lý
Xã Đông Khê trải dài theo quốc lộ 47 ở phía tây bắc thành phố Thanh Hóa, có vị trí địa lý:
- Phía đông giáp các phường Rừng Thông, Đông Thịnh
- Phía tây giáp huyện Thiệu Hóa và các xã Đông Hoàng, Đông Ninh
- Phía nam giáp xã Đông Minh
- Phía bắc giáp các xã Đông Tiến, Đông Thanh.

Xã Đông Khê có diện tích tự nhiên 6,51 km², quy mô dân số năm 2022 là 8.416 người, mật độ dân số đạt 1.293 người/km². Dân cư sinh sống tại Đông Khê chủ yếu là người Kinh.

## Lịch sử

### Trước năm 1945
Địa bàn xã Đông Khê hiện nay là vùng đất có cư dân sinh sống từ rất lâu đời. Thời Bắc thuộc, khi Thanh Hóa bấy giờ còn là quận Cửu Chân, Đông Khê nằm không xa lỵ sở Cửu Chân là Đông Phố (Đồng Pho), nay thuộc xã Đông Hòa.
Làng Viên Khê: Theo truyền thuyết về Cao Hoàng thì cư dân đầu tiên đến Viên Khê khoảng trước năm 600. Theo Hán tự, Viên là (gò đất) tròn, Khê là khe nước cạnh gò đất (ở vị trí sông Nhà Lê ngày nay).
Làng Tuyên Hóa: Năm 981, ông Lê Đức Tú, tự là Lâm Khoan (họ Lê Văn) cùng một số người họ khác đến lập nghiệp tại đây. Làng Tuyên Hóa xưa có tên là Đông Giáp, có các xóm nhỏ là Yên Hòa (sau là thôn Yên Hòa), Hương Trung (sau là thôn Tuyên Hóa II), Ngõ Nông, Cự Nông (2 xóm này sau là thôn Tuyên Hóa III) và xóm Phúc Long  (sau này là xóm Nghĩa).
Làng Thanh Oai: do ông Lưu Ngạn Quang (đỗ tiến sĩ) và ông Phan Doãn Chí (được phong Phẩm lục tướng quân) đến khai cơ lập nghiệp từ cuối thế kỉ 16 (thời Hậu Lê). Làng có tên cũ là Thanh Đàm, sau này ông Lưu Ngạn Quang là người có học trong làng đã đề nghị đổi tên làng theo tên làng Tả Thanh Oai (huyện Thanh Trì, Hà Nội).
Năm 1572 (đời vua Lê Anh Tông), các làng Tuyên Hóa, Thanh Oai, Viên Khê lúc này thuộc xã Tuyên Hóa, tổng Tuyên Hóa, huyện Đông Sơn.
Đầu thế kỷ 19, dưới thời vua Gia Long, vùng xã Đông Khê gồm các xã Lê Nguyễn, Thanh Oai, Viên Khê thuộc tổng Lê Nguyễn và các xã Tam Tuyền, Thạch Khê thuộc tổng Thạch Khê, hai tổng này cùng thuộc huyện Đông Sơn, phủ Thiệu Hóa.
Năm 1824 (Minh Mệnh thứ 5), xã Lê Nguyễn và tổng Lê Nguyễn đồng thời được đổi tên thành xã Thanh Hoa, tổng Thanh Hoa.
Đến cuối thế kỷ 19, nhà Nguyễn tách một phần tổng Thanh Hoa  và tổng Thạch Khê để lập tổng Thanh Khê. Sau đó, tổng Thanh Hoa và xã Thanh Hoa cũng đổi tương ứng thành tổng Tuyên Hóa và xã Tuyên Hóa. Các xã Tuyên Hóa, Thanh Oai, Viên Khê thuộc tổng Tuyên Hóa, xã Tam Xuyên (đã đổi từ tên cũ là Tam Tuyền) thuộc tổng Thanh Khê và xã Thạch Khê thuộc tổng Thạch Khê, huyện Đông Sơn, phủ Thiệu Hóa.
Xã Thạch Kê vốn gồm các thôn: Thượng thôn, Đăng thôn, Giáp Bắc, Đồng Truy thôn.
Năm 1928, huyện Đông Sơn được đổi thành phủ, tổng Thanh Khê đổi thành Kim Khê.

### Giai đoạn 1945–2018
Năm 1946, các tổng cũ của phủ Đông Sơn được chia thành 22 xã, trong đó:

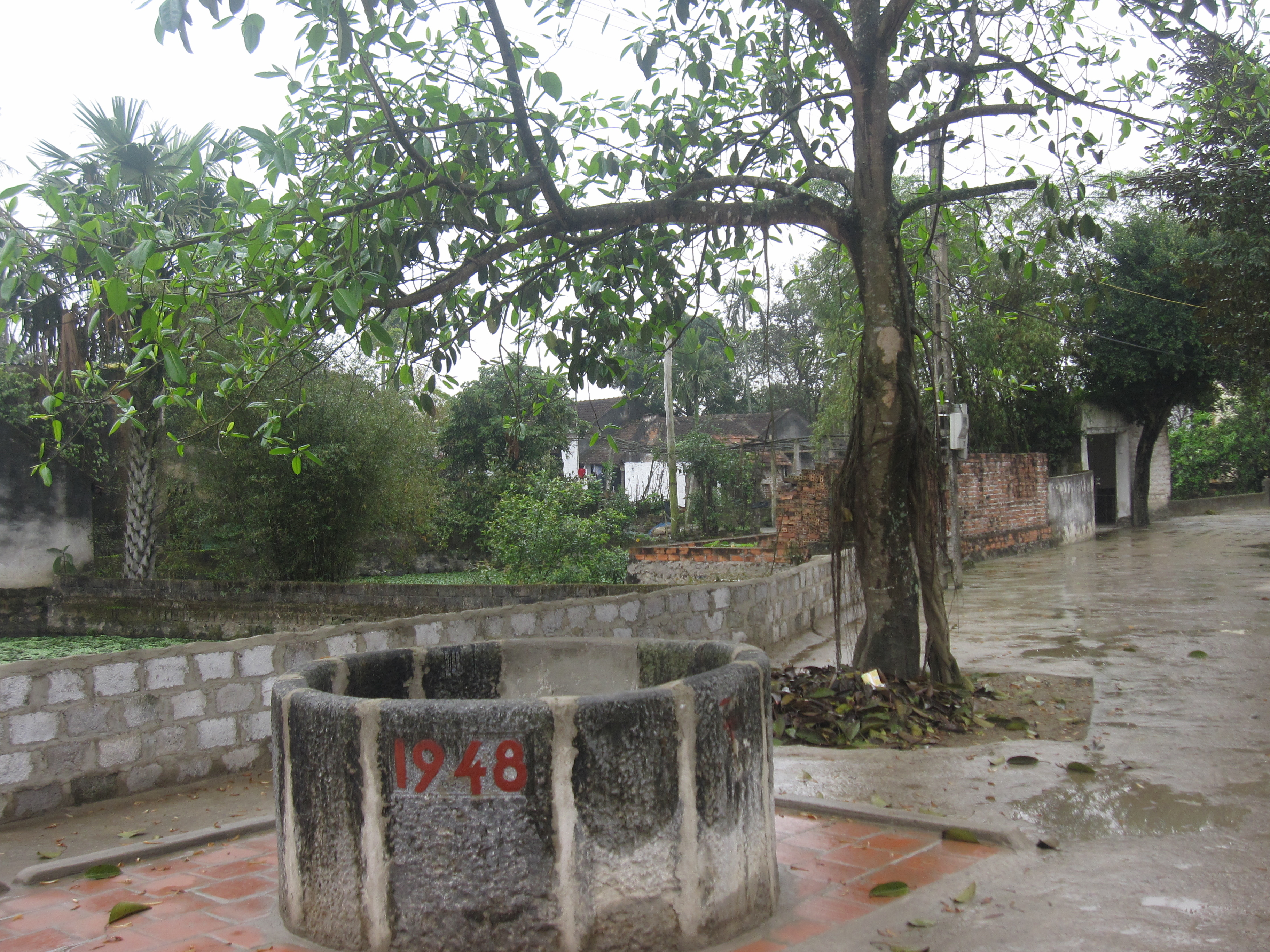
Cây đa, giếng nước làng Tuyên Hóa

- Tổng Tuyên Hóa (gồm các xã Tuyên Hóa, Thanh Oai, Viên Khê, Mai Xuyên, Doãn Xá, Phúc Khê, sở Tĩnh Gia) chuyển thành xã Tuyên Hóa.[16]
- Tổng Thạch Khê chia thành các xã Đồng Pho, Hoàng Khê, Liên Khê, Điện Bàn, Duy Tân và một phần xã Đồng Minh.[17]
- Tổng Kim Khê chia thành các xã Cổ Bôn, Đại Đồng và một phần xã Đồng Minh.[18]

Vùng xã Đông Khê thời điểm 1946 tương ứng với xã Liên Khê và một phần xã Tuyên Hóa.
Năm 1948, xã Liên Khê sáp nhập với xã Hoàng Khê thành xã Đông Khê, xã Tuyên Hóa đổi tên thành xã Đông Anh.
Trong cuộc kháng chiến chống Pháp, người dân xã Đông Anh đã có nhiều đóng góp, ủng hộ bộ đội địa phương. Ngày 15/6/1950, Chủ tịch Hồ Chí Minh đã gửi tặng khen cho nhân dân xã Đông Anh vì đã có thành tích giúp đỡ bộ đội địa phương nhiều nhất.
Năm 1954, xã Đông Anh chia thành ba xã Đông Anh, Đông Xuân và Đông Thịnh; xã Đông Khê chia thành hai xã Đông Khê và Đông Hoàng. Đến thời điểm này, xã Đông Khê có 4 làng: Thạch Khê Tiên, Thạch Khê Thượng, Tam Xuyên, Bắc Giáp và xóm Chợ; xã Đông Anh có 3 làng: Viên Khê, Tuyên Hóa, Thanh Oai.
Năm 1966, xóm Nghĩa (còn gọi là thôn Phúc Long) thuộc xã Đông Anh được chuyển về xã Đông Tiến.
Ngày 5 tháng 7 năm 1977, nhập 16 xã hữu ngạn sông Chu thuộc huyện Thiệu Hóa với huyện Đông Sơn thành huyện Đông Thiệu, các xã Đông Khê, Đông Anh thuộc huyện Đông Thiệu. Đến ngày 30 tháng 8 năm 1982, các xã trở lại thuộc huyện Đông Sơn do huyện Đông Thiệu đổi tên thành.
Ngày 15 tháng 5 năm 2015, Ủy ban Thường vụ Quốc hội ban hành Nghị quyết số 935/NQ-UBTVQH13. Theo đó, một phần diện tích và dân số của xã Đông Anh (một phần các thôn 6, 7) được sáp nhập vào thị trấn Rừng Thông. Xã Đông Anh còn lại 280,54 ha diện tích và 3.663 người; gồm 7 thôn đánh số từ 1 đến 7, tương ứng với các tên gọi Yên Hòa, Tuyên Hóa II, Tuyên Hóa III, Thanh Oai, Viên Khê I, Viên Khê II, Viên Khê III.
Năm 2018, xã Đông Khê có 9 thôn, xã Đông Anh có 7 thôn. Ngày 11 tháng 7 cùng năm, Hội đồng nhân dân tỉnh Thanh Hóa khóa XVII thông qua Nghị quyết về việc sắp xếp thôn, tổ dân phố trên địa bàn tỉnh. Theo đó:
- Xã Đông Khê: nhập thôn 3 vào thôn 2, nhập các thôn 4, 5, 6 thành thôn 3, nhập thôn 7 và một phần thôn 8 thành thôn 4, nhập thôn 9 và phần còn lại của thôn 8 thành thôn 5;
- Xã Đông Anh: nhập thôn Yên Hòa và thôn Tuyên Hóa II thành thôn 1, nhập thôn Tuyên Hóa III và thôn Thanh Oai thành thôn 2, nhập các thôn Viên Khê I, Viên Khê II thành thôn 3, đổi tên thôn Viên Khê III thành thôn 4.

Sau sắp xếp, xã Đông Khê có 5 thôn, xã Đông Anh có 4 thôn.
Năm 2018, xã Đông Khê có diện tích 3,75 km², dân số là 3.005 người, mật độ dân số đạt 801 người/km²; xã Đông Anh có diện tích 2,76 km², dân số là 3.579 người, mật độ dân số đạt 1.297 người/km².

### Từ năm 2019 đến nay
Ngày 16 tháng 10 năm 2019, Ủy ban Thường vụ Quốc hội ban hành Nghị quyết số 786/NQ-UBTVQH14 về việc sắp xếp các đơn vị hành chính cấp xã thuộc tỉnh Thanh Hóa (nghị quyết có hiệu lực từ ngày 1 tháng 12 năm 2019). Theo đó, sáp nhập toàn bộ diện tích tự nhiên và dân số của xã Đông Anh vào xã Đông Khê.
Xã Đông Khê có diện tích 6,51 km², dân số là 6.584 người, mật độ dân số đạt 1.011 người/km² với 9 thôn.
Ngày 21 tháng 9 năm 2020, Hội đồng nhân dân tỉnh Thanh Hóa ban hành Nghị quyết số 327/NQ-HĐND. Theo đó, đổi tên các thôn thuộc xã Đông Khê:
- Xã Đông Khê (cũ): thôn 1 thành thôn Chợ Rủn, thôn 2 thành thôn Thạch Khê Thượng, thôn 3 thành thôn Thạch Khê Tiên, thôn 4 thành thôn Bắc Giáp, thôn 5 thành thôn Tam Xuyên;
- Xã Đông Anh (cũ): thôn 1 thành thôn Tuyên Hóa, thôn 2 thành thôn Thanh Oai, thôn 3 thành thôn Viên Khê 1, thôn 4 thành thôn Viên Khê 2.

Ngày 24 tháng 10 năm 2024, Ủy ban Thường vụ Quốc hội thông qua Nghị quyết số 1238/NQ-UBTVQH15 (có hiệu lực từ ngày 1 tháng 1 năm 2025). Theo đó, sáp nhập toàn bộ huyện Đông Sơn vào thành phố Thanh Hóa, xã Đông Khê thuộc thành phố Thanh Hóa.

## Hành chính
Xã Đông Khê được chia thành 9 thôn, thứ tự từ tây sang đông như sau: Chợ Rủn, Thạch Khê Thượng, Thạch Khê Tiên, Tam Xuyên, Bắc Giáp, Tuyên Hóa, Thanh Oai, Viên Khê 1, Viên Khê 2.

## Văn hóa

### Trò diễn dân gian

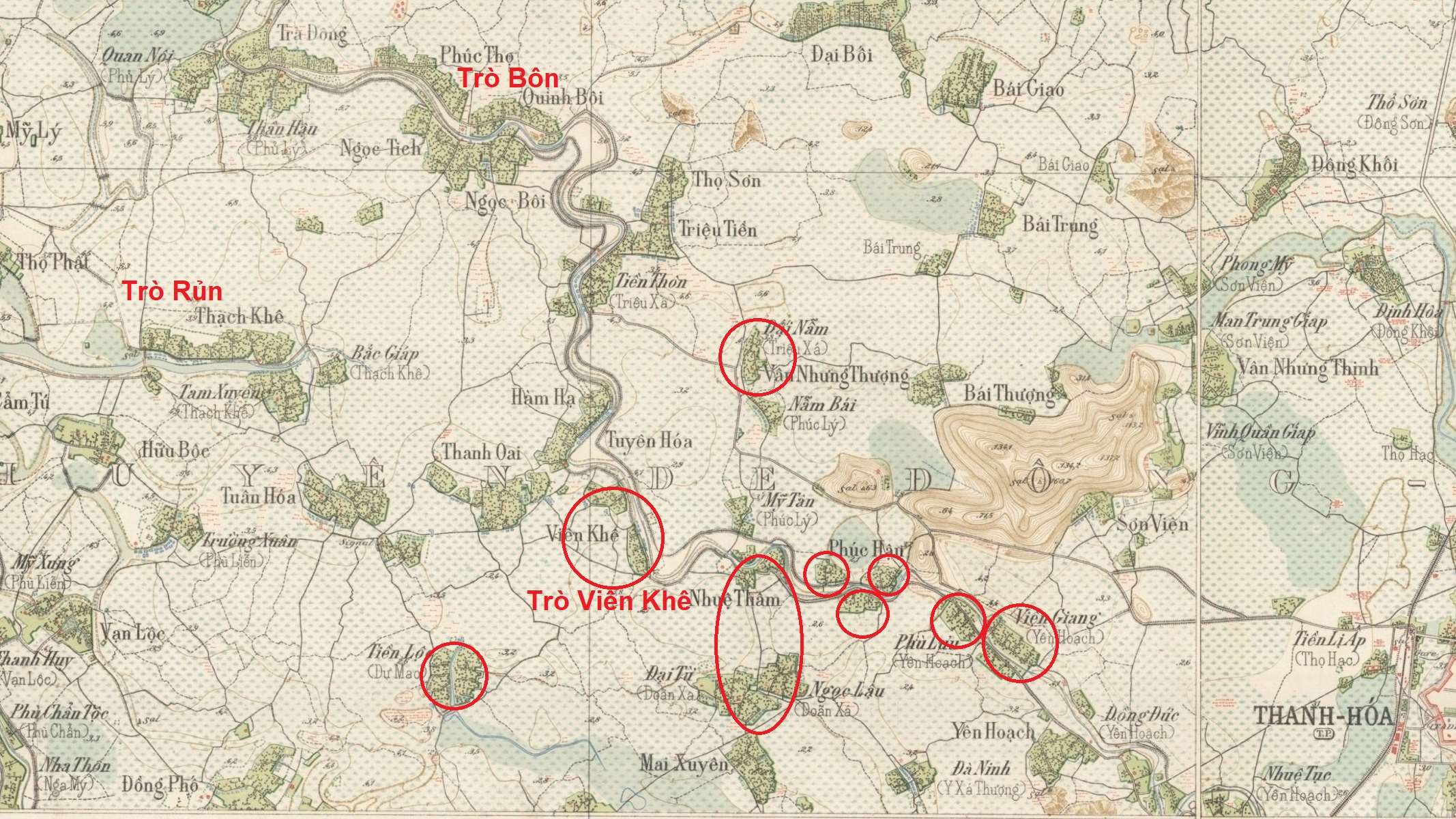
Các điểm lưu hành Dân ca Đông Anh (trò Viên Khê) và tương quan với trò Rủn, trò Bôn

Trước đây, tại làng Thạch Khê có 5 trò diễn dân gian là: Múa đèn, Trống Mõ, Tiên Cuội, Ngô Quốc và Mí Mẫn, hiện không còn lưu truyền nữa.
Làng Viên Khê có hệ thống 12 trò diễn chính, gồm: Múa đèn (bài Đi cấy là một trong 13 bài trong tổ khúc Múa đèn), Xiêm Thành, Tô Vũ, Tiên Cuội, Trống Mõ, Hà Lan, Trò Thiếp, Trò Thủy, Vân Vương, Trò Ngô, Trò Hùm, Tú Huần. Làng Tuyên Hóa với Ngũ Trò, Trò Thủy, trò Bắt cọp..., Viên Khê với các trò Múa Đèn, Tiên cuội, Trống Mõ, Xiêm Thành, Trò Thiếp, Trò Ngô....
Theo các cụ cao niên ở làng Viên Khê cho biết: Nguồn gốc hát múa dân ca, dân vũ Đông Anh (trước đây gọi là dân ca Đông Anh) đã có từ rất lâu đời. Trước đây được gọi là "ngũ trò", sau này các nghệ nhân sáng tác, du nhập thêm nhiều trò nữa nên hệ thống trò diễn Đông Anh rất phong phú, gồm có: trò Múa đèn, trò Tiên Cuội, trò Tô Vũ, trò Trống Mõ, trò Thiếp, trò Vằn Vương, trò Thủy, trò Leo Dây, trò Xiêm Thành, trò Hà Lan, trò Tú Huần, trò Ngô Quốc, trò Đại Thánh, trò Nữ Quan... Trong số các trò diễn này thì trò Xiêm Thành, trò Tô Vũ không có lời ca, còn lại đều có lời ca, điệu múa được lồng ghép, đan xen, hỗ trợ nhau tạo thành những làn điệu dân ca đặc sắc.
Ngũ trò Viên Khê, còn gọi là Dân ca Đông Anh, đã được Bộ Văn hóa, Thể thao và Du lịch Việt Nam công nhận là di sản văn hóa phi vật thể cấp quốc gia ngày 11 tháng 9 năm 2017.

### Các dòng họ
Họ Lê (Lê Văn, Lê Thọ, Lê Sỹ, Lê Quang, Lê Niên, Lê Thế, Lê Mậu...) tập trung ở làng Tuyên Hóa, họ Nguyễn tập trung ở làng Viên Khê, họ Phan Doãn và họ Lưu ở làng Thanh Oai, Họ (Phạm Bá) tập trung ở làng Tam Xuyên.

## Di tích
- Đền Lê Hy, thờ Tể tướng tại làng Thượng (thôn 2).
- Từ đường họ Lê Khả, thờ Tiến sĩ Lê Khả Trù (khoa Mậu Thìn 1628) và Tiến sĩ Lê Khả Trinh (khoa Bính Thìn 1676)[6].
- Từ đường nhà họ Phạm Bá làng Tam Xuyên thờ một vị tướng thời Lê Trung Hưng
- Từ đường các dòng họ: họ Nguyễn thờ Quận công Nguyễn Đăng Tuyển (thời Lê); họ Lê (Lê Văn) thờ bà Mai Hoa công chúa; họ Lê Thọ thờ Tổng binh xứ tứ Kim Sơn Lê Cương Đoán (thời Lê); họ Lưu thờ Lưu Ngạn Quang (thế kỉ 17) [6]
- Đền thờ Nguyễn Mộng Tuân ở làng Viên Khê[6]

Tại các làng Tuyên Hóa, Viên Khê và Thanh Oai trước đây đều có nghè và chùa, tuy nhiên hiện nay không còn nữa. Làng Tuyên Hóa thờ Quận công thời Lê. Làng Viên Khê và Thanh Oai thờ thần Rắn cụt đuôi, Hoàng đế Lê Ngọc (Cao Hoàng) thời nhà Tuỳ (608-618). Nghè Đông Giáp thờ ông Chế Nghiệp, là quan thái thú, con nuôi Lê Ngọc. Trước đây làng Tuyên Hóa còn có đình Phúc, hàng năm hai làng Tuyên Hóa và Tuân Hóa (làng Tuân Hóa nay thuộc xã Đông Minh, huyện Đông Sơn) tổ chức lễ cầu phúc rất lớn ở đình Phúc.
Kênh Nhà Lê: Xã này nằm bên tuyến kênh Nhà Lê, là tuyến đường thủy đầu tiên trong lịch sử Việt Nam từ kinh đô Hoa Lư đến Đèo Ngang và được xem là tuyến đường Hồ Chí Minh trên sông vì những đóng góp cho các cuộc chiến tranh của người Việt.

## Danh nhân

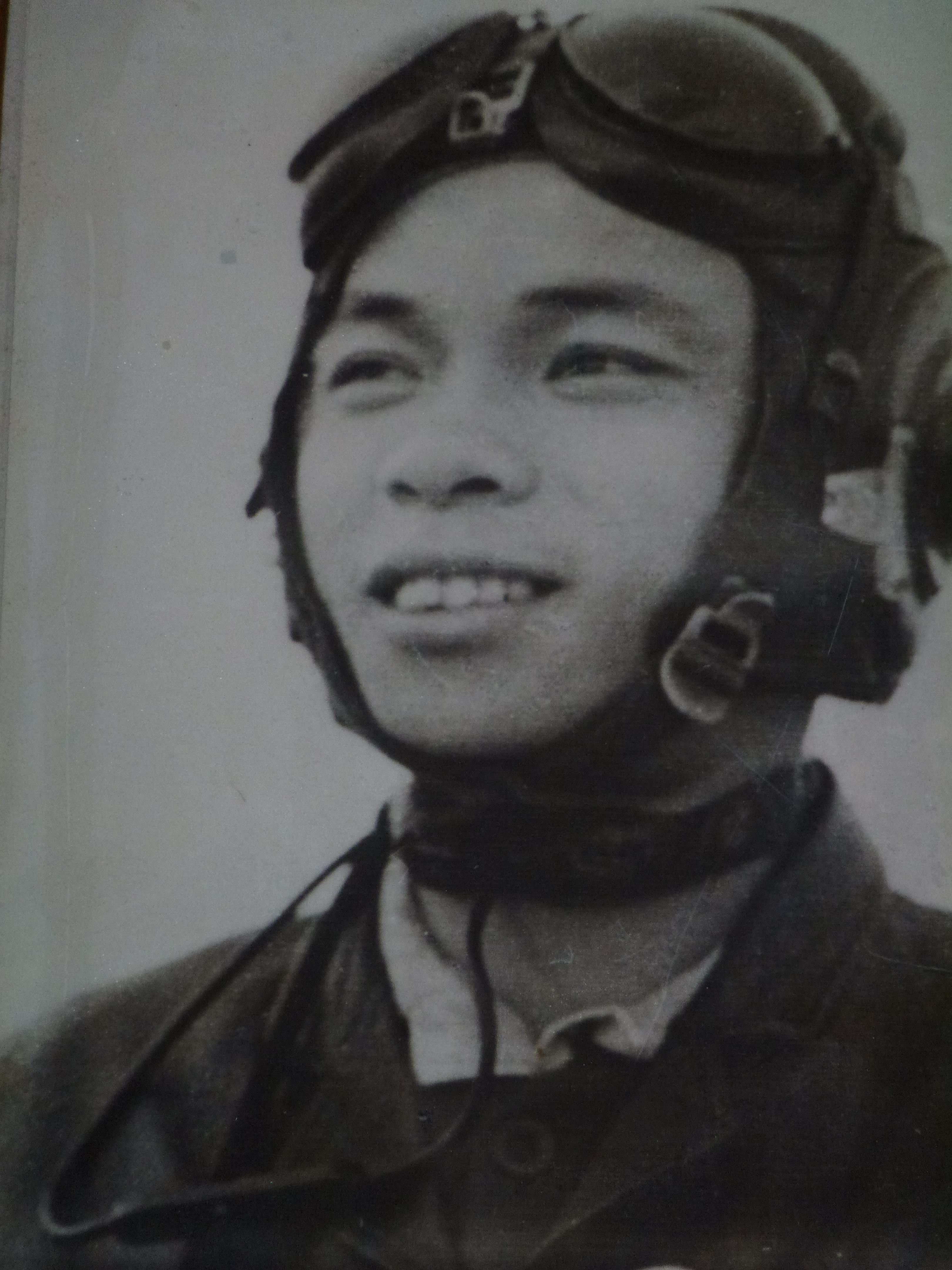
Anh hùng Lưu Huy Chao, người bắn rơi 6 máy bay Mỹ

- Lê Hy: đỗ Tiến sĩ, giữ chức Tham tụng, Sách quận công. Lê Hy còn là nhà sử học thế kỉ XVII chức Quốc sử quán tổng đài, biên soạn và hoàn thành bộ Đại Việt sử ký toàn thư đến đời Lê Gia Tông (năm 1692) và viết Bản kỉ tục biên.
- Nguyễn Mộng Trang: ở làng Viên Khê, thi sĩ thời Trần[23].
- Nguyễn Mộng Tuân: ở làng Viên Khê, đỗ tiến sĩ đời Nhà Hồ, khai quốc công thần trong khởi nghĩa Lam Sơn[23],[6].
- Lưu Ngạn Quang: đỗ Hoàng giáp thời Hậu Lê[23].
- Lê Khả Phiêu: nguyên Tổng Bí thư Ban Chấp hành Trung ương Đảng Cộng sản Việt Nam.
- Nguyễn Đắc Xuân (quê nội ở thành phố Huế, quê mẹ ở làng Thanh Oai): nhà văn, nhà báo, nhà nghiên cứu lịch sử, nhà Huế học. Bút danh: Nguyễn Đắc Xuân, Tâm Hằng, Xuân Huy, Nguyễn Được.
- Lưu Huy Chao: Đại tá, Anh hùng Lực lượng Vũ trang nhân dân.
- Lê Quang Vinh: tiến sĩ vật lý[23].
- Hoàng Nam: ở làng Viên Khê, tiến sĩ toán học[23], nguyên phó hiệu trưởng trường Đại học Hồng Đức.
- Lê Ngọc Khánh: kĩ sư, chuyên gia hàng đầu trong ngành hóa dầu[23].